# 열경화성 플라스틱
열경화성 플라스틱(영어: thermosetting plastic, thermosetting polymer, thermoset)은 반고체(soft solid) 또는 프리폴리머(레진)를 비가역적으로 경화(curing)시켜 추출하는 중합체의 일종이다.
열을 가하면 열가소성 플라스틱과는 달리 녹지 않고, 한 번 경화되면 재성형을 할 수 없다.
이 플라스틱의 종류로는 에폭시수지, 아미노 수지, 페놀 수지, 폴리에스테르 수지, 폴리우레탄 수지 등이 있다.

## 같이 보기
- 열가소성 플라스틱